# Casa de la Cultura (Corredor Ecovía)
Casa de la Cultura es la vigésimo cuarta parada correspondiente al sistema integrado de transporte Ecovía, inaugurada en el año 2001, ubicada en la Avenida 6 de Diciembre y Avenida Patria entre los parques El Ejido y El Arbolito frente  a la Casa de la Cultura Ecuatoriana Benjamín Carrión su iconografía representa el propio icono del Palacio Benjamín Carrión que repreenta una máscara sonriente y una antorcha encendida representando a la cultura.
La creación de la Casa de la cultura tuvo como base el fortalecer las raíces históricas del Ecuador, haciendo de la culutra algo infaltable en todos los aspectos posibles, es por ello su importancia, entre las cercanías del andén se levantan diversos edificios importantes, como la misma Casa de la Cultura, El palacio Benjamín Carrión, los parques Arbolito y Ejido, la Universidad Católica y diversos medios de transporte como los ramales del corredor sur occidental que circulan por la Avenida Patria y el Trolebús que circula por la Avenida 10 de Agosto. Es la parada final del circuito E6 de la Ecovía.l